# Saint-Sauveur (Kanada)
Saint-Sauveur – miasto w Kanadzie, w prowincji Quebec.